# Saint Celestine
Saint Celestine (ook bekend als de Levende Heilige Celestine) is een personage uit het tabletopspel Warhammer 40,000, ontwikkeld door Games Workshop. Ze verscheen voor het eerst in de derde editie van het legerboek Codex: Witch Hunters. Celestine werd ontworpen door Jes Goodwin, en speelt een prominente rol binnen de Adepta Sororitas-fractie als een herrezen kampioene van de Cultus Imperialis, met bovennatuurlijke krachten die worden beschouwd als mirakels van de God-Imperator van de Mensheid.

## Achtergrond
Saint Celestine verscheen voor het eerst tijdens de zogeheten Palatine Schism, een bloedige periode van religieuze opstand op de planeet Eurytion. Oorspronkelijk was zij een zuster van de Adepta Sororitas, wier geloof en toewijding haar tot de gelederen van de Repentia had geleid – boetedoeners die hun zonden proberen uit te wissen in de strijd. Tijdens een gewelddadige campagne tegen ketterse opstandelingen werd Celestine ogenschijnlijk gedood. Wat er daarna gebeurde wordt beschouwd als een wonder: gehuld in een licht van puur geloof werd haar lichaam niet gevonden, maar in plaats daarvan werd ze later levend en onaangetast aangetroffen in een vergeten crypte op Sanctus Lys
Ze werd herboren als een Levend Heilige – een zeldzame manifestatie van de wil van de God-Imperator. In gouden wapenrusting, met vurige vleugels van licht en begeleid door twee herrezen strijdzusters, keerde Celestine terug naar het slagveld. Haar wederopstanding werd geïnterpreteerd als een duidelijk teken van goddelijke goedkeuring. Sindsdien is haar aanwezigheid op het slagveld zowel een bron van hoop voor de gelovigen als een symbool van verschrikking voor de vijanden van het Imperium.
Celestine verscheen op cruciale momenten in de geschiedenis van het Imperium. Tijdens de Promethean War op de wereld Heletine verrichtte zij wonderen: ze genas zieken, leidde verzet en riep vuur uit de hemel om de vijand te verteren. Maar haar grootste optreden kwam in het 999e jaar van het 41e millennium, tijdens de Val van Cadia. Daar werd zij een sleutelspeler in het Celestiniaans Kruistochtgenootschap, waar ze zij aan zij streed met Inquisitor Greyfax en Belisarius Cawl. Samen hielpen zij Roboute Guilliman – de herrezen Primarch van de Ultramarines – bij zijn reis naar Terra.
Hoewel haar exacte aard een mysterie blijft – sommige sceptici suggereren dat haar krachten eerder afkomstig zijn van de Warp dan van goddelijk ingrijpen – heeft Celestine zich bewezen als een martelares, mirakeldoener en kampioene van het geloof. Ze is door de Ecclesiarchy heilig verklaard, en haar naam wordt in gebeden gefluisterd op honderden werelden.
Saint Celestine is meer dan slechts een krijgster; ze belichaamt het geloof zelf. Haar bestaan is een wonder, haar daden zijn legendarisch, en haar aanwezigheid is een eeuwige herinnering dat zelfs in de donkerste tijden, het licht van de Imperator nooit volledig dooft.

## Miniatuur en spelregels
Saint Celestine kreeg haar eerste miniatuuruitgave in 2003 met de publicatie van Codex: Witch Hunters. Dit klassieke model toonde haar zwevend boven de grond, gekleed in sierlijke wapenrusting met een lange mantel, en gewapend met een vlammend zwaard en een boltpistool. Het werd gegoten in metaal en geleverd met een aparte, sierlijk vormgegeven sprue. Ze werd in het spel vergezeld door twee Seraphim-achtige miniaturen die haar heilige status ondersteunden, maar deze waren geen afzonderlijke eenheden in de regels.
In januari 2017 verscheen een geheel vernieuwde plastic miniatuur als onderdeel van de boxset Triumvirate of the Imperium (Gathering Storm: Fall of Cadia). Deze heruitgave toonde Celestine in een dramatische pose, gedragen door psychische vleugels van licht, met haar zwaard Ardent Blade geheven. Nieuw in deze versie waren de Geminae Superia, twee herrezen zusters – Canoness Genevieve en Canoness Eleanor – die Celestine op het slagveld bijstaan. Deze modellen zijn volledig in plastic gegoten en vormden een belangrijke update in stijl en schaal, passend bij de moderne Adepta Sororitas-lijn.
In de spelregels van Warhammer 40,000 vertegenwoordigt Saint Celestine een krachtige HQ-keuze binnen het leger van de Adepta Sororitas. Ze beschikt over een reeks unieke vaardigheden die haar onderscheiden van andere personages. Ze kan meerdere keren per gevecht worden "opgeofferd" en keren terug naar het speelveld dankzij haar regel Miraculous Intervention, waarmee ze als levende martelares het geloof van nabijgelegen eenheden versterkt. Haar aura-vaardigheden zorgen ervoor dat eenheden binnen bereik beter presteren, en haar healing-actie kan gevallen Geminae of andere zusters doen herrijzen.
Celestine is tevens het gezicht van de Imperial Cult op het slagveld. Binnen de Adepta Sororitas vertegenwoordigt ze niet alleen een tactisch sterke eenheid, maar ook een moreel baken. In zowel verhalende als competitieve formats wordt ze vaak ingezet als steunpilaar in een op geloof gebaseerde speelstijl, waarbij haar combinatie van mobiliteit, veerkracht en aura-buffs haar tot een kernfiguur maakt binnen lijsten die sterk leunen op Acts of Faith en Miracle Dice.
Haar miniatuur wordt beschouwd als een van de iconischere modellen uit de Adepta Sororitas-reeks, en is regelmatig te zien in promotiemateriaal van Games Workshop.

## Overige verschijningen
Saint Celestine verschijnt in Warhammer 40,000: Tacticus, een mobiele strategiespel uitgebracht in 2022 voor Android en iOS. Ze is een speelbaar personage binnen de factie Adepta Sororitas en kan worden vrijgespeeld tijdens speciale evenementen of via in-game rekruteringsmechanismen. In het spel behoudt ze haar iconische status als Living Saint, met vaardigheden die zijn geïnspireerd op haar tabletopprofiel, waaronder Miraculous Intervention, waarmee ze na verslagen te zijn tijdelijk kan terugkeren tot leven en het gebruik van haar zwaard Ardent Blade om meerdere vijanden tegelijk te raken. Celestine fungeert als een krachtige eenheid met ondersteunende aura-effecten die bevriende eenheden binnen haar bereik versterken.